# Mooskirchen
Mooskirchen est une commune autrichienne du district de Voitsberg en Styrie.

## Personnalités
- Daniel Schütz